# Biskupi Avellanedy-Lanús
Biskupi Avellanedy-Lanús – biskupi diecezjalni i biskupi pomocniczy diecezji (od 1961) Avellaneda, a od 2001 Avellaneda–Lanús.

## Biskupi

### Biskupi diecezjalni
| Lata urzędowania | Biskup | Biskup                   | Uwagi |
| ---------------- | ------ | ------------------------ | --- |
| 1961–1962        |        | Emilio Antonio di Pasquo | |
| 1962–1967        |        | Jerónimo José Podestá    | |
| 1968–1985        |        | Antonio Quarracino       | następnie arcybiskup metropolita La Plata w latach 1986–1990, późniejszy arcybiskup metropolita Buenos Aires i prymas Argentyny, kardynał |
| 1986–2000        |        | Rubén Héctor di Monte    | następnie arcybiskup metropolita Mercedes-Luján                                                                                           |
| 2000–2020        |        | Rubén Oscar Frassia      | |
| od 2021          |        | Marcelo Margni           | |

### Biskupi pomocniczy
| Lata urzędowania | Biskup | Biskup                | Uwagi |
| ---------------- | ------ | --------------------- | --- |
| 1980–1986        |        | Rubén Héctor di Monte | następnie biskup diecezjalny Avellaneda w latach 1986–2000, późniejszy arcybiskup metropolita Mercedes-Luján |